# Microcondylaea bonellii
Microcondylaea bonellii Férussac, 1827 è un mollusco bivalve d'acqua dolce, unica specie del genere Microcondylaea.

## Distribuzione e habitat
La specie è presente in Europa meridionale (Albania, Croazia, Italia, Macedonia e Slovenia).

## Tassonomia
Altre due specie in passato incluse nel genere Microcondylaea sono state poste in  
sinonimia:
- Microcondylaea bicristata Strubell, 1897: sinonimo di Contradens contradens (I. Lea, 1838) (omonimo minore)
- Microcondylaea hageni Strubell, 1897: sinonimo di Monodontina vondembuschiana (I. Lea, 1840)